# Нагорное (деревня, городской округ Клин)
Наго́рное (до 1939 года — Рыково) — деревня в Клинском районе Московской области России. Входит в состав сельского поселения Петровское. Население — 0 чел. (2010).

## Население
| 1852 | 1859 | 1890 | 1926 | 2002 | 2006 | 2010 |
| ---- | ---- | ---- | ---- | ---- | ---- | ---- |
| 204  | ↗208 | ↗209 | ↘155 | ↘0   | →0   | →0   |

## География
Расположена в юго-западной части района, вблизи автодороги Р107 Клин — Лотошино, примерно в 28 км к юго-западу от города Клина, у границы с Волоколамским районом Московской области. Ближайшие населённые пункты — деревни Тарасово и Княгинино.

## История
В «Списке населённых мест» 1862 года Рыкова — казённая деревня Клинского уезда Московской губернии по левую сторону Волоколамского тракта, в 31 версте от уездного города, при пруде, с 25 дворами и 208 жителями (96 мужчин, 112 женщин).
По данным на 1890 год входила в состав Петровской волости Клинского уезда, число душ составляло 209 человек.
В 1913 году — 36 дворов.
По материалам Всесоюзной переписи населения 1926 года — деревня Тарховского сельсовета Петровской волости, проживало 155 жителей (60 мужчин, 95 женщин), насчитывалось 34 хозяйства, среди которых 31 крестьянское.
С 1929 года — деревня Тарховского сельсовета в составе Клинского района Московского округа Московской области. Постановлением ЦИК и СНК СССР от 23 июля 1930 года округа́ как административно-территориальные единицы были ликвидированы.
4 апреля 1939 года вышло постановление президиума Мособлисполкома № 633, согласно которому деревня Рыково была переименована в Нагорное.
С сентября 1939 года — центр Городищенского сельсовета Высоковского района Московской области, образованного из части Клинского района в результате его разукрупнения.
В 1957 году Высоковский район был упразднён, а его территория возвращена Клинскому району.
1963—1965 — в составе Солнечногорского укрупнённого сельского района.
В 1994 году Московской областной думой было утверждено положение о местном самоуправлении в Московской области, сельские советы как административно-территориальные единицы были преобразованы в сельские округа.
1994—1995 — деревня Тарховского сельского округа Клинского района.
В 1995 году из-за переноса административного центра Тарховский сельский округ был преобразован в Елгозинский.
1995—2006 год — деревня Елгозинского сельского округа Клинского района.
С 2006 года — деревня сельского поселения Петровское Клинского района Московской области.

## Известные уроженцы
- Иван Филиппович Усагин (1855—1919) — русский физик, создатель трансформатора, демонстратор физических опытов. В селе Петровском ему установлен памятник.